# László Fekete (football, 1954)
Pour les articles homonymes, voir László Fekete.
Ne pas confondre avec un autre international hongrois dénommé László Fekete, né en 1950.
Dans le nom hongrois Fekete László, le nom de famille précède le prénom, mais cet article utilise l’ordre habituel en français László Fekete, où le prénom précède le nom.
László Fekete (né le 14 avril 1954 à Budapest, et mort dans cette ville le 4 mars 2014), est un footballeur hongrois.

## Biographie

### Carrière de club
Il a notamment joué pour les clubs du Újpesti Dózsa, du SK Sturm Graz et du Volán FC.
Il est connu pour avoir fini meilleur buteur du championnat de Hongrie lors de la saison 1978-79 avec 31 buts, deuxième meilleur ratio en Europe cette année-là.

### Carrière internationale
Il inscrit 5 buts en 21 matchs avec l'équipe de Hongrie entre 1974 et 1979.